# Caterina Assandra
Caterina Assandra (1590-c.1618) fue una compositora italiana y monja benedictina. Escribió numerosos motetes y diversas composiciones para órgano, con tablatura alemana.

## Trayectoria
Estudió contrapunto con Benedetto Re, uno de los maestros mayores de la catedral de Pavia quien le dedicó una ópera en 1607.
Su talento musical fue advertido por el editor Lomazzo al inicio de su carrera, en la dedicatoria del trabajo de Giovanni Paolo Cima. Se han conservado sus libro de motetes, «Motetti à due, & tre voci, op.2», dedicados al obispo de Pavia en 1609, pero su ópera opus 1 se ha perdido.
En 1609 Caterina tomó los votos y entró al monasterio benedictino de Sant'Agata, en Lomellina, tomando el nombre religioso de Ágata. Allí continuó componiendo, incluyendo una colección de motetes en el nuevo estilo concertato de Milán, un Salve Regina a ocho voces en 1611, y un motete para cuatro voces, Audite verbum Dominum, en 1618. Los motetes de Assandra estuvieron entre los primeros en ser publicados en Milán en el estilo romano.
La obra de Assandra fue innovadora y tradicional al mismo tiempo.